# 暴言
暴言（ぼうげん）とは、乱暴な言葉。悪口。

## 概要
暴言は、失礼でかつ乱暴な表現として使われる言い回しである。場合によってはたった一語でも、他者を傷付けるような失礼な発言であれば暴言は侮辱罪や脅迫罪を構成する可能性もある。こういった言葉には差別といった汎社会的なものもあれば、他者の身体的特徴や個性のうち、当事者がその特徴に対して劣等感を持っているなど、ネガティブな印象を抱いている場合もあるが、他方では投げつけられた当事者が何らその言葉の意味するものに劣等感を抱いていない場合には、乱暴な表現ではあっても相手を傷付けることができない。しかし言葉を発する側が、相手を傷付けようとして、欠点だとみなしてあげつらう意図で発する場合も暴言の範疇である。
例えば、差別を例に取れば、多くの社会では人種や出身地の別なく、必要な教育を受け必要とされる経験を積んだものは、当人の能力の多い少ないを別にすれば、おおむね同じように社会に必要とされる人材たりえることは一般の知るところである。しかし暴言では、当人の能力の多い少ないとはまったく別のところで、相手の存在を否定する意図で、人種や出身地域を貶めながら相手を否定するため、問題とみなされる。なお個人に対して暴言を発することを指して、個人攻撃という。また事実ではない場合は中傷という。
このほか、所定の地域や集団全体を否定的に表現することも、暴言の範疇である。例えば所定の属性を挙げてその属性に当てはまる者全体を否定することは、その各々が実際にどうかと言うことを抜きにしているため、問題視される。
また、公衆の面前で神を冒涜するなど、コミュニティ共通の価値観に反する言辞を使うことは秩序を乱す暴言と見なされ、場合によっては犯罪として訴追されうる。
本稿では具体的な例示は差し控えるが、こういった属性に絡む批判は、いわゆるステレオタイプないし偏見といった側面を含む。
なお、こういった暴言を発する側に関しては、一般に常識的判断ができなくなるほどに冷静さを失っているか、あるいは社会性の訓練が十分ではなく、どのような言葉が暴言となるかが判断付かない（＝社会技能不足）ことがほとんどである。あるいはパーソナリティ障害など所定の問題を抱えているために、社会性を発揮できない場合も含む。
いずれにしても暴言を発する側は、他者に不快感を与え場合によって相手の冷静さを損なわせる以外にはこれといった利用価値は無く、多くの場合においては無価値か、逆に価値がより低いとみなされる傾向がある。ある論文では、暴言を受けた相手やそれを見た赤の他人の生産性を低下させることができるとされる。

## 暴言と嫌がらせ
人間は社会を形成すると共に、極めて脳が発達した感情の生き物でもある。このため感情的ないさかいから、暴言が飛ぶことも、こと感情の抑制が効きにくい子供であるほどに、珍しいことではない。この中では、兄弟喧嘩で「お前の母ちゃんデベソ！」という（論理的に考えれば自爆にしかなっていない）暴言が出ることもある。
ただ、他者を貶めることに何らかの目的意識を持つ者は、しばしば意図された暴言を吐く場合もある。いわゆる嫌がらせの範疇では、こういった暴言をのべつなく吐くことで、相手に不快感を与える。これは嘔吐で物理的な「不快なもの」を吐くよりも、十分な大きさの音声は遠くにまで届き、通信と併用すれば更に広域に届いてしまう面があり、より多くの不快感を与える。

## 価値観と暴言
暴言の種類によっては、受け取る側の価値観にもよって、相手に不快感を与え得ないこともある。例えばハゲ（脱毛症）と言う言葉は、脱毛症に悩む側にしてみれば、大変不快なキーワードたりえる。しかしスキンヘッドをファッションとしている側にとっては、禿ていることは必ずしも不快ではないという面もあるだろう。
しかし前述したとおり、暴言は相手がどう受け取るかよりも、発した側の意図が問題視される傾向が見られる。例えば仏教僧を指してハゲと呼んでも、仏教僧は事実意図してハゲにしているのだし、それは戒律にのっとった行いであるためにハゲ自体は不利益とはなりえない。しかし仏教僧を立場である僧侶ではなく身体的特徴のハゲのみをもって扱うことは、余り礼節に適った表現ではない。このため仏教僧を指してハゲと呼ぶことは暴言の範疇たりえる。
これらの場合において、受け取る側の価値観よりも、暴言を発した側の価値観が問題視される。これはその言葉を発した側が、その発言を持って相手を貶めようとしているためである。
その一方で、意図せず暴言となってしまう場合もある。これは主に誤解に基づくものだが、例えば言葉を発した側が、相手を傷付ける意図が無い場合でも、結果的に傷つく者が出たり、あるいは傷付けられるであろう者が予測される場合に、暴言とみなされる。こういったものは失言（しつげん）ともいい、後日問題視された発言に関して弁明したり撤回するまで（あるいは忘れられるまで）問題視される。

## 暴言の文化性
暴言は、人間同士の感情的ないさかいなどに端を発する表現ではあるが、いわゆる毒舌のように芸ないし芸能の域にまで高めたものも存在する。これは所定の対象を揶揄することで笑いを取るものだが、この場合は感情的になって前後不覚のまま「言うべきではない発言をしてしまう」ような失言ではないし、また直接的に他者を傷付けようというのではないため、そのテーマや口にする場所・状況も選ばれる傾向がある。例えば「名古屋のオバちゃんと猫の子は赤信号でも止まんないで飛び出してくる」を交通事故で家族を失った遺族のいる葬式の場で口にすれば不謹慎極まりない暴言だが、同じ語句を交通マナー（→名古屋走りなど）に関連して述べている状況でした場合には、ブラックユーモアを含んだ毒舌発言といえる。
ただ、こういった境界は、暴言が場所を弁えず発せられているところを、毒舌では場所や聞き手に配慮している（失礼にならないよう意識している）と言う面で、明確に線引きが可能である。